# Aneomochtherus desertorum
Aneomochtherus desertorum là một loài ruồi trong họ Asilidae. Aneomochtherus desertorum được Lehr miêu tả năm 1958. Loài này phân bố ở vùng Cổ Bắc giới.